# Number 1
Number 1 (phát âm tiếng Việt: Năm-bờ-oăn) là một nhãn hàng nước tăng lực khá phổ biến trên thị trường Việt Nam. Loại nước uống này được tập đoàn Tân Hiệp Phát (nay là Tập đoàn Number 1) sản xuất và giới thiệu ra thị trường vào năm 2001, từng chiếm giữ được 30% thị phần nước giải khát tăng lực với tổng số kênh phân phối bao gồm 300,000 điểm bán lẻ, 200 đại lý trên khắp 64 tỉnh thành toàn quốc. Việc kinh doanh tốt đến nỗi Number 1 đã không đủ để cung cấp cho các kỳ lễ hội như là Tết Âm lịch. Vào năm 2001, thị trường nước tăng lực chỉ chiếm 0.67% thị trường nước giải khát, và chỉ có ba nhãn nhiệu là Red Bull, Rhino và Lipovitan.